# Embalse de El Haouareb
El embalse de El Haouareb (en árabe سد الهوارب) es un embalse tunecino inaugurado en 1989, sobre el Uadi Merguellil. Debe  su nombre a la ciudad de El Haouareb ubicada a doce kilómetros al sudeste de Haffouz y a treinta kilómetros al suroeste de Cairuán.
Construida en función de los aportes de 1969, dispone de una capacidad máxima de 90 millones de metros cúbicos pero no ha sido nunca totalmente llenado, la aportación anual media  varía entre 5 y 37 millones de metros cúbicos.
El embalse recoge  de media  2,1 millones de toneladas de sedimentos por año.